# Иршад
«Иршад» (азерб. ایرشاد, İrşad — «Путеводитель») — ежедневная общественно-политическая, экономическая и литературная газета, издававшаяся на азербайджанском языке с 1905 по 1908 год.

## История
В середине декабря 1905 года действовали две газеты, печатавшиеся на азербайджанском языке — «Хайят» и «Иршад». Если в первой газете Ахмед-бек Агаев был одним из редакторов и автором, то во второй он выступал и в качестве владельца и главного редактора.

В 1905 году, в первом номере газеты, Али-бек Гусейнзаде поздравил Ахмед-бека Агаева, написав маленькую статью «Несколько слов об „Иршаде“»:
Искренне поздравляем с появлением и успехом данной газеты. Это важная веха в жизни нашего народа. Могу даже сказать, что значение этой проповеди больше, чем появление газет в других городах. Важным событием для нашего города стало появление газеты «Экинчи». Газета «Экинчи» выходила в то время, когда не было мусульманских газет. И сейчас «Иршад» и «Хайят» продолжают то, что начал «Экинчи».
Газета издавалась в 1905—1908 годах. Директором и обладателем привилегии был Ахмед бек Агаев. В 1908 году исполняющим обязанности редактора был Мамед Эмин Расулзаде. Узеир Гаджибеков также был одним из самых активных сотрудников «Иршада». За время работы здесь написал около 100 публицистических статей, более 200 фельетонов и сатирических миниатюр под общим названием «Ордан-бурдан», прославился как обозреватель «Иршад». Издание газеты приостанавливалось дважды: в 1907 году временно и в 1908 году окончательно. Причиной для закрытия в обоих случаях были статьи Узеира Гаджибекова. Впервые за рубрику «Сон Столыпина», и второй раз за рубрику «Сказка», в которой царское правительство всерьёз высмеивалось.
Ахмед бек Агаев был редактором 116 номеров газеты в 1905—1906 годах. Февральские номера газеты 1906 года выходили под руководством Узеира Гаджибекова. В 1907 году он выходил с 1-го по 15-й номер под редакцией Гашим-бека Везирова. Мамед Эмин Расулзаде отредактировал 11 номеров (с 46 по 57). По статистике, проведенной историками, за четыре года вышло 536 номеров «Иршада».
В июне 1906 года, в Елизаветполе прошло собрание мулл, которые на своем съезде призвали мусульман игнорировать газеты «Иршад» и «Мола Наср-Эддин». Согласно мусульманским лидерами эти газеты стремятся к уничтожению ислама. Местная интеллигенция попытки настроить одну часть мусульман против другой приписывает редактору «Тазе Геят» Гашим-беку Везирову.
Среди видных мыслителей, работающих в газете «Иршад» были: Узеир Гаджибеков, Мамед Эмин Расулзаде, Ф. Агазаде, О. Ф. Неманзаде, А. Шаиг, М. С. Ахундов, М. Хади, М. А. Сабир и другие.
Подчеркивая древность восточных моральных и духовных ценностей, «Иршад» обращает внимание на научные и философские аспекты ислама, подчеркивая, что свобода человека тождественна этим религиозным ценностям, и сообщает читателям о важности мусульманской солидарности.

## Предметы обсуждения
Собирая вокруг выдающихся писателей, поэтов и публицистов того времени, «Иршад» не только указывал путь людям, но и писал о возникающих трудностях, межрелигиозных разногласиях и продвигал ценности, которые объединят общество. Профессор Акиф Велиев, изучающий наследие газеты, отмечает, что этот орган печати работал на создание государства, на освобождение Азербайджана и определял формулу повседневной работы и идеи, которыми нужно жить. Газета пропагандировала идеи национального самосознания, образованности. Идея «тюркизации, исламизации и модернизации», которая сформировалась на основе этой идеи и была шире по своей сути, продвигалось «Иршадом» как идеология.

Мамед Эмин Расулзаде в 112 номере газеты писал:
«Что нужно для того, чтобы разбудить народ? Просвещение, просвещение, просвещение! Только наука и образование позволит народу понять, кто он есть на самом деле».
События царской России в начале двадцатого века, политическая и социальная напряженность, процесс пробуждения народов подробно освещались в периодических изданиях, текущая ситуация анализировалась, различные идеологические взгляды фильтровались, а научные новшества были представлены народу. . Анализируя общественно-политическую ситуацию в царской России, Ахмед бек Агаев взглянул на ее исторический ландшафт, разъяснил суть колониальной политики и резко раскритиковал империализм. Он, пропагандирующий политический плюрализм, также освещал деятельность партий, действующих в России. В своей статье «Текущая ситуация в России» он дал информацию о деятельности сторонников «тирании и конституционализма», то есть монархических и революционных партий, и исследовал их причины и деятельность. В своей статье автор подчеркнул появление сект «монархических абсолютистов», «монархистов-конституционалистов» и «конституционалистов-демократов» и необходимость проведения социально-политических реформ. В этом смысле А. Агаев обращал современников к «демократам-конституционалистам» и писал что именно конституционалисты придут к власти в России.
Члены «Иршада» боролись за будущую независимость Азербайджана, наблюдали за социально-политическими процессами в соседних странах и писали аналитические статьи о них. Также учитывались страны Европы и Америки, Дальнего и Среднего Востока, публикующие информацию о международной жизни со ссылкой на российскую, французскую и английскую прессу. В этих статьях, редакция газеты выдвинула на первый план процесс государственности и свободы, воспевала чувства национальной независимости и свободы. В статьях о международной жизни народу Азербайджана был передан опыт государственности развитых стран мира, их политические и правовые системы.
Али бек Гусейнзаде, Ахмед Кемаль и учитель Мидхат Джодат в своих трудах касались истории Востока и исламской науки, пропагандировали величие и культурное богатство Востока. Однако в этих произведениях Восток не противопоставлялся Западу, а был представлен как два разных мировоззрения. Комментируя концепцию свободы в истории христианского мира и исламского мира, они проясняли отношения между государством и обществом в этом смысле, комментируя тот факт, что Европа, сформировавшая социальные институты, добилась в этом значительного прогресса. площадь. Пытаясь определить критерии отношения к Европе на примере Франции, А. Агаев, рассказывая в «Иршаде» об истории и теории государственности, выдвинул идею демократической республики в Азербайджане.

А. Агаев писал в «Иршад» 26 марта 1906 года :
«В мире есть три типа правительства; первая — тирания, в таком правительстве вся власть находится в руках одного человека; второй — конституционализм, при котором судьи, даже будучи тиранами, принимают законы и соблюдают их; третье — республиканское правительство, в котором власть находится в руках народа.»
Газете также приходилось вести борьбу и с врагами образования и просвещения, с теми, кто всеми способами старался «не допустить лучей света европейского просвещения в мусульманскую среду» и всячески препятствовал «мусульманам приобщиться к общечеловеческой культуре». «Иршад» вскоре прекратила свое существование, что вызвало огромный резонанс в среде азербайджанской молодежи и интеллигенции.